# 洋芹紅杏介
洋芹紅杏介（学名：Prunicythere apiumalia）为光面介科紅杏介屬下的一个种。